# Phyoe Phyoe Aung
Phyoe Phyoe Aung (en birmà: ဖြိုးဖြိုးအောင်; 25 d'agost de 1988) és una estudiant, activista i antiga presa política de Myanmar. El seu pare també és un activista que ha estat detingut repetidament i ha estat condemnat a llargues penes de presó durant el règim militar. Ella només tenia un any quan el seu pare va ser detingut i sentenciat a 20 anys de presó, l'any 1989. L'any 2021, li va ser atorgat el Premi Internacional Dona Coratge.

## Rerefons i empresonament polític
Phyoe Phyoe Aung va participar en la Revolució Safrà de 2007 i es va amagar. Va treballar amb el seu pare per recollir els cossos per cremar-los després que el Cicló Nargis devastés la Regió del Delta el maig de 2008. Tots dos van ser detinguts amb altra gent quan tornaven a Yangon. Una junta militar la va condemnar 4 anys a la presó el juny de 2008. Estava estudiant enginyeria civil en aquells moments. Va ser alliberada de la presó de Mawlamyaing l'octubre de 2011 i es va convertir en la secretària general de la Federació de Sindicats d'Estudiants de Tota Birmània (en birmà: ဗမာနိုင်ငံလုံးဆိုင်ရာကျောင်းသားသမဂ္ဂများအဖွဲ့ချုပ်, en anglès All Burma Federation of Student Unions -ABFSU) i membre del Moviment Educació Democràtica als 27 anys. Es va convertir en una destacada líder de la campanya per a la reforma educativa els anys 2014–15. Va ser un dels líders en les protestes estudiantils de Mandalay a Yangon per protesetar contra la nova Reforma Educativa Nacional, i la protesta va ser violentment reprimida per les Forces de Policia de Birmània en el poble de Letpadan el 10 de març 2015. Va assistir les reunions posteriors amb ministres i amb les diverses parts interessades per discutir sobre la llei educativa i la reforma a Yangon, després de les quals va ser detinguda.
El seu coratge va ser honrat per l'expresident dels Estats Units George W. Bush. Va rebre el Premi Ciutadà de Birmània l'any 2015. Amnistia Internacional la va declararhas declared her a presa de consciència.
Va ser alliberada l'abril de 2016.
En el Dia Internacional de les Dones l'any 2021 el Secretari d'Estat dels Estats Units, Tony Blinken li va atorgar el Premi Internacional Dona Coratge. La cerimònia va ser virtual a causa de la pandèmia de COVID-19 i va incloure un discurs de la Primera Dama, Jill Biden. Després de la cerimònia d'entrega dels premis les catorze premiades van poder participar en un intercanvi virtual com part del Programa de Lideratge de Visitants Internacionals. De forma extraordinària, es van incloure unes altres set dones en els premis, totes elles havien mort a l'Afganistan.